# لاغونيا
لاغونيا: قرية صغيرة في مقاطعة كاستيلا و ليون تبعد 95 كم جنوب سلامانكا (236 كم غرب مدريد)و عدد سكانها يقارب ال 560 نسمة.